# Ihor Mereschko
Ihor Boryssowytsch Mereschko (ukrainisch Ігор Борисович Мережко; * 30. April 1998 in Charkiw) ist ein ukrainischer Eishockeyspieler, der seit 2024 beim HC Plzeň 1929 in der tschechischen Extraliga spielt.

## Karriere

### Club
Ihor Merschko begann seine Karriere als Eishockeyspieler im Nachwuchsbereich des HK Donbass Donezk, mit dessen U16-Mannschaft er in der russischen U16-Liga spielte. 2014 wechselte er nach Österreich zum EC Red Bull Salzburg, wo er sowohl in der U18, als auch in der U20 eingesetzt wurde. Nachdem er 2015 beim CHL Import Draft in der zweiten Runde als insgesamt 65. Spieler von den Lethbridge Hurricanes ausgewählt worden war, wechselte er zu dem Klub aus Alberta, für den er vier Jahre in der Western Hockey League auf dem Eis stand. Nach dem Ende seiner Juniorenzeit wechselte er 2019 zu Humo Taschkent, dem usbekischen Team in der Wysschaja Hockey-Liga. Von 2020 bis 2022 stand er für den Ligakonkurrenten Rubin Tjumen auf dem Eis, mit dem er die Liga 2022 gewinnen konnte. Anschließend wechselte er zu den Odense Bulldogs in die dänische Metal Ligaen, in deren All-Star-Team er 2023 gewählt wurde. Daraufhin verpflichtete ihn der HK Spišská Nová Ves aus der slowakischen Extraliga. Dort wurde er dann 2024 in das All-Star-Team der Liga gewählt. Anschließend wechselte er zum HC Plzeň 1929 in die tschechische Extraliga.

### International
Im Nachwuchsbereich spielte Mereschko für die Ukraine bei den U18-Weltmeisterschaften 2014, 2015 und 2016, als er bester Torvorbereiter des Turniers war, in der Division I. Mit der U20-Auswahl nahm er an der U20-Weltmeisterschaft 2015 ebenfalls in der Division I teil.
Für die Herren-Nationalmannschaft nahm Mereschko an den Weltmeisterschaften der Division I 2019, 2022, als er zum besten Verteidiger des Turniers gewählt wurde, 2023, als er als bester Vorbereiter und mit den meisten Scorerpunkten auch erneut zum besten Verteidiger des Turniers gewählt wurde, und 2024, als er mit der besten Plus/Minus-Bilanz auch erneut zum besten Verteidiger des Turniers und zum besten Spieler seiner Mannschaft gewählt wurde, teil. Zudem vertrat er seine Farben bei den Olympiaqualifikationsturnieren für die Winterspiele in Peking 2022 und in Mailand 2026 und nahm am Beat Covid-19 Ice Hockey Tournament im Mai 2021 im slowenischen Ljubljana teil.

## Erfolge und Auszeichnungen
- 2022 Gewinn der Wysschaja Hockey-Liga mit Rubin Tjumen
- 2023 All-Star-Team der Metal Ligaen
- 2024 All-Star-Team der slowakischen Extraliga

### International
- 2016 Bester Vorbereiter bei der U18-Weltmeisterschaft der Division I, Gruppe B
- 2022 Bester Verteidiger bei der Weltmeisterschaft der Division I, Gruppe B
- 2023 Bester Verteidiger, meiste Scorerpunkte und bester Vorlagengeber bei der Weltmeisterschaft der Division I, Gruppe B
- 2024 Aufstieg in die Division I, Gruppe A, bei der Weltmeisterschaft der Division I, Gruppe B
- 2024 Bester Verteidiger und beste Plus/Minus-Bilanz bei der Weltmeisterschaft der Division I, Gruppe B

## Statistik
(Stand: Ende der Spielzeit 2023/24)